# Myanmar Women’s League
Die Myanmar Women’s League ist die Profi-Frauenfußballliga in Myanmar. Sie wurde 2016 gegründet und umfasst 8 Fußballvereine.

## Geschichte
Gegründet wurde die Liga im Jahr 2016 und im selben Jahr spielte man zum ersten Mal die Frauenfußballmeisterschaft aus. Die Liga startete 2016 mit 7 Mannschaften. Seit 2017/18 spielt die Liga ihre Meisterschaft mit 8 Vereinen aus. Die Kanbawza Bank sponsert die Liga.

### Mitglieder
| - Myawady WFC - Thitsar Arman FC - Sport & Education FC - Zwekapin United FC | - YREO FC - ISPE FC - Gandamar FC - University FC |

### Meistertitel
| Mannschaft       | Titel | Jahr(e)          | Vizemeister | Jahr(e)          |
| ---------------- | ----- | ---------------- | ----------- | ---------------- |
| Myawady WFC      | 2     | 2016/17, 2017/18 | 0           |                  |
| ISPE FC          | 1     | 2018/19          | 0           |                  |
| Thitsar Arman FC | 0     |                  | 2           | 2016/17, 2017/18 |